# Óleo de milho
O óleo de milho é um óleo vegetal de cor amarelo claro, com odor e sabor suave, extraído a partir da prensagem de grãos de milho.
Por ser rico em poli-insaturados Ômega 6, o óleo de milho é considerável mais saudável que o óleo de soja podendo, em uma dieta equilibrada, auxiliar no combate ao colesterol sanguineo. Contudo, deve ser consumido com moderação, pois como todo óleo vegetal, é muito rico em calorias.

## Produção Mundial
| 1.  | Estados Unidos | 1.707.600 |
| 2.  | China          | 483.700   |
| 3.  | Brasil         | 145.548   |
| 4.  | África do Sul  | 83.700    |
| 5.  | Japão          | 82.503    |
| 6.  | Itália         | 69.300    |
| 7.  | França         | 67.900    |
| 8.  | Bélgica        | 64.700    |
| 9.  | Canadá         | 62.300    |
| 10. | Turquia        | 53.000    |
| 11. | Argentina      | 46.800    |

Fonte: Oil,Maize production by FAO.